# Józef Chełmoński
Józef Chełmoński (7 de noviembre de 1849 – 6 de abril de 1914) fue un pintor polaco de la escuela realista con raíces en el contexto histórico y social de la época romántica tardía en Polonia. Ahora es famoso por sus pinturas monumentales en la Galería Nacional de Arte Sukiennice en Cracovia y en el Museo Nacional de Varsovia.
Chełmoński nació en el pueblo de Boczki cerca de Łowicz en el Zarato de Polonia. Desde 1871 hasta 1874, Chełmoński vivió en Munich. Trabajó con pintores polacos como Józef Brandt. Las obras que creó fueron en su mayoría de paisajes y pueblos. En 1875, Chełmoński fue a París, donde tuvo muchas exposiciones importantes y se hizo conocido en la escena artística. 
De 1878 a 1887, Chełmoński visitó Polonia, Viena y Venecia. En 1887 regresó a Polonia y en 1889 se estableció en el pueblo de Kuklówka Zarzeczna, cerca de Varsovia. El contacto con su tierra natal y la naturaleza son cualidades que se revelan en sus obras de arte.